# Ludwigsfelde
Ludwigsfelde là một thị xã ở phía bắc huyện Teltow-Fläming bang Brandenburg.
Thị xã nằm ở rìa nam của Berlin trong huyện Teltow-Fläming trên cao nguyên Teltow. Đô thị này đã từng thuộc Zossen.
Đô thị này gồm các làng
- Ahrensdorf

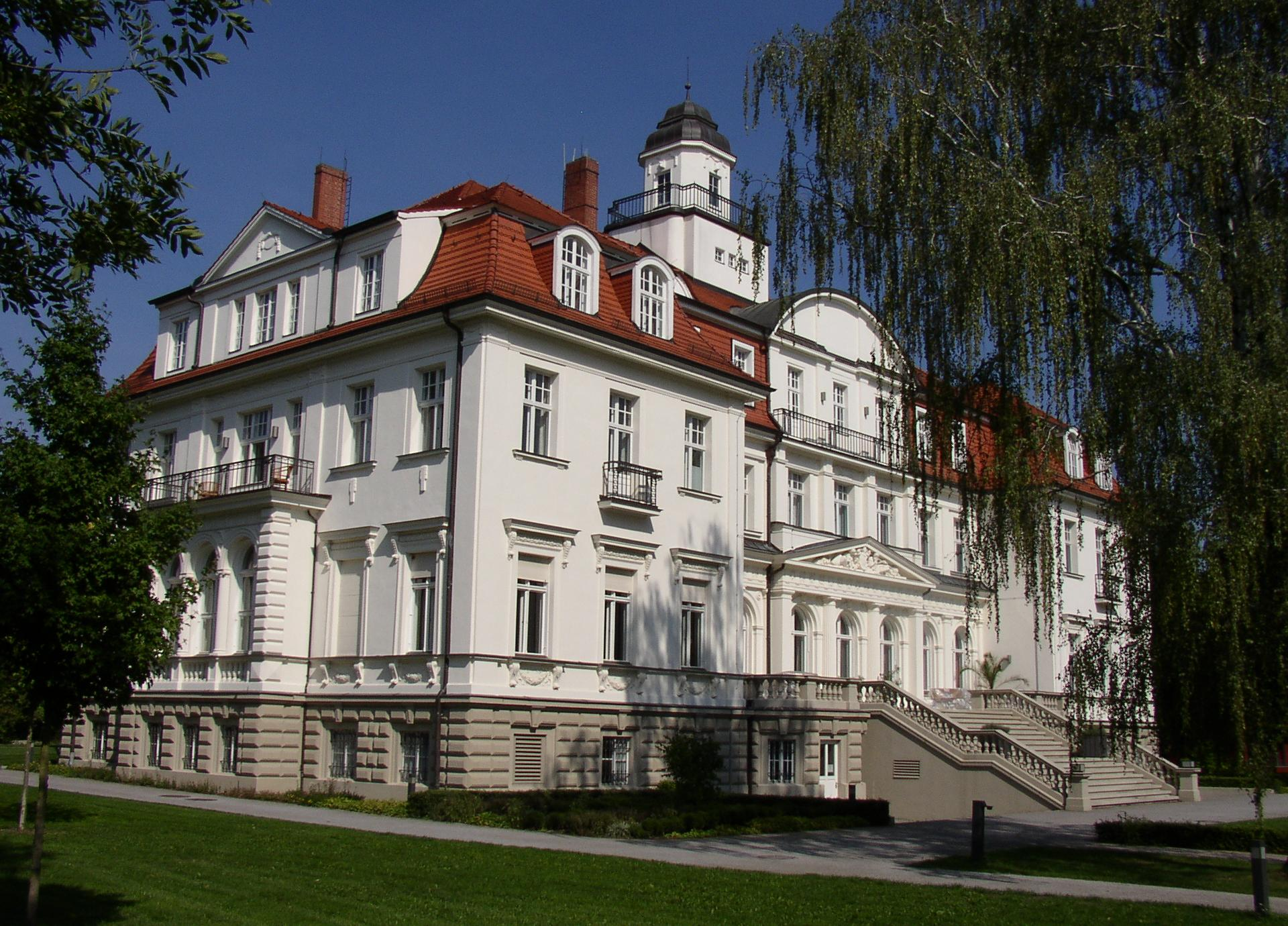
Cung điện Genshagen

- Genshagen (với Cung điện Genshagen)
- Gröben
- Groß Schulzendorf
- Jütchendorf
- Kerzendorf
- Löwenbruch
- Mietgendorf
- Schiaß
- Siethen
- Wietstock